# Distrito histórico de Abbeville
El Distrito histórico de Abbeville es un distrito histórico ubicado en Abbeville, Carolina del Sur. Incluye varias propiedades enumeradas por separado en el Registro Nacional de Lugares Históricos, incluido el Palacio de Justicia del Condado de Abbeville y la Ópera de Abbeville. El distrito figuraba en el Registro Nacional el 14 de septiembre de 1972.

## Historia
El distrito incluye una gran parte de Abbeville. La ciudad, formada a finales del siglo XVIII, jugó un papel en la historia política de la zona, incluida una de las primeras reuniones públicas sobre la sucesión de la Unión, precursora de la Guerra de Secesión. La mayoría de los edificios comerciales del distrito son representativos de finales del siglo XIX y principios del XX, principalmente debido a tres grandes incendios ocurridos entre 1872 y 1873. La posterior remodelación dio a la plaza el aspecto actual.
El formulario de nominación original incluía dieciséis sitios que contribuyeron a la importancia histórica del distrito.